# François Lasserre (entomologiste)
Ne doit pas être confondu avec François Lassere.
François Lasserre, né le 12 mars 1968, est un entomologiste, auteur, conférencier et enseignant français.

## Biographie
Attiré par la nature dès son enfance, il accompagne ensuite des primatologues et des entomologistes dans la forêt au Gabon.
Il est formateur et expert en gestion de la nature chez Ifsa & Nature, école de formation à distance.
Il intervient dans de nombreux médias (écrits, nationaux,,,, régionaux,,, ; et audiovisuels,).

## Fonctions diverses
- Vice-président de l'Office pour les insectes et leur environnement (Opie)
- Administrateur de Groupe Traces et de Graine IdF
- Membre du directoire de France Nature Environnement (FNE) et de Journalistes-écrivains pour la nature et l'écologie (JNE)[3]

## Ouvrages
Ses ouvrages sont publiés en France, Allemagne, Pays-Bas, Pologne, République tchèque, Suisse et Taïwan.
Plusieurs sont particulièrement orientés vers la jeunesse.

### Publications en français  (sélection)
- Jeux d'insectes plus de 70 activités et animations pour découvrir les petites bêtes en groupe ou en famille..., 2003
- Les insectes en 300 questions-réponses, 2007
- Petit atlas des papillons, reconnaître 50 papillons communs, 2007
- Bestioles de la maison, reconnaître 80 hôtes communs, 2008
- La nature en 250 idées reçues, 2009
- L'abeille, 2010
- Toutes les bêtises sur la nature que les grands racontent aux enfants, 2010[16]
- Comme vache qui pisse et autres expressions animales, 2011
- Au secours une bestiole ! manuel antistress face aux bêtes qui nous embêtent, 2012
- J'observe les insectes !, 2014
- Araignée du soir, espoir : et autres dictons animaliers incertains, 2015
- Les vraies fées de la nature : ces créatures que l'on croise au détour des chemins, 2015[17]
- Beaux d'ailleurs : ces espèces exotiques qui nous entourent, 2020[8]
- Sauvons les insectes ! Les 10 actions pour (ré)agir, 2020
- Inventaire des petites bêtes des jardins, 2020
- Inventaire des petites bêtes des villes, 2021
- Inventaire des petites bêtes des forêts, 2022
- Inventaire des petites bêtes des montagnes, 2023
- Facettes fascinantes de belles bêtes (avec Maud Junguené), Paris, Belin éditeur, 2024, 231 p. (ISBN 9782410029505, OCLC 1468311443)